# IC 2980
IC 2980 ist eine elliptische Galaxie vom Hubble-Typ E3 im Sternbild Fliege am Südsternhimmel. Sie ist schätzungsweise 85 Millionen Lichtjahre von der Milchstraße entfernt. 
Das Objekt wurde am 12. Juni 1901 von DeLisle Stewart entdeckt.